# Coniopteryx (Coniopteryx) bifida
Coniopteryx (Coniopteryx) bifida is een insect uit de familie van de dwerggaasvliegen (Coniopterygidae), die tot de orde netvleugeligen (Neuroptera) behoort. 
Coniopteryx (Coniopteryx) bifida is voor het eerst wetenschappelijk beschreven door Monserrat in 1989.